# Pavel Giroud
Pour les articles homonymes, voir Giroud.
 (mars 2010).
Si vous disposez d'ouvrages ou d'articles de référence ou si vous connaissez des sites web de qualité traitant du thème abordé ici, merci de compléter l'article en donnant les références utiles à sa vérifiabilité et en les liant à la section « Notes et références ».
 (mars 2010).
Pavel Giroud est un réalisateur cubain né en 1972. Surnommé le « Truffaut cubain » par les critiques cinématographiques, ses films ont été récompensés par de nombreux prix. Son dernier long-métrage, Omertá, est sorti en 2008.

## Biographie
Pavel Giroud sort diplômé de l’Instituto Superior de Diseño (Institut Supérieur de Design). Il travaille d’abord quelques années comme designer, avant de se consacrer à la peinture, puis en intégrant la vidéo dans son travail. Progressivement, il associe peinture et installations vidéos, en détournant, entre autres, de fausses publicités télévisuelles. Le marché de la publicité commençant à émerger à Cuba, une agence sollicite Pavel pour la réalisation d’une publicité pour vanter une marque de cigares. Il accepte l’offre.
Puis Pavel se tourne vers le cinéma, et en particulier la réalisation de courts-métrages. Pour son premier court-métrage, Pavel Giroud fait tout lui-même, du travail de l’image à celui du son. Il engage quelques amis pour jouer dans ses films, plutôt que de faire appel à des acteurs professionnels.
La seule affiche de film présente dans son appartement est celle de Todo por Ella, un court-métrage de fiction qu'il a réalisé avec cinq amis en 2002. Le film, qui raconte l’histoire de Sergio, étudiant brillant et cocaïnomane, connaît un franc succès à sa sortie.
Ensuite, Pavel Giroud passe à la réalisation de Tres Veces Dos, qui remporte le prix du meilleur 1er film au festival de Montréal en 2004. Tres Veces Dos  est né d’une collaboration entre trois jeunes réalisateurs : Pavel Giroud, Lester Hamlet et Esteban Insausti, chacun disposant de 30 minutes pour mettre en images une histoire d'amour. Pour l’occasion, Pavel imagine Flash, une histoire d’amour passionnelle entre un photographe et un mannequin des années 1950, avec pour toile de fond La Havane.
Pavel Giroud écrit toujours les scénarios de ses films, jusqu’à ce qu’Arturo Infante, alors jeune scénariste et réalisateur, lui fasse lire le scénario de son projet La Edad de la Peseta.
Au début réticent, Pavel Giroud est finalement séduit par le scénario et décide en 2006 de le porter à l’écran. Le film, qui raconte l'histoire d'un jeune garçon de dix ans (« l'âge bête » comme le veut le titre) au moment de la révolution, a valu à Pavel Giroud d’être surnommé par les critiques le « Truffaut cubain ».
Pavel Giroud reprend son métier de scénariste pour son film, Omertá sorti en 2008. L’ensemble de son œuvre reflète la réalité de Cuba, et donc sa propre réalité.

## Réalisations
- 2022 El Caso Padilla (documentaire).
- 2021 A palo Limpio (court-métrage) - en collaboration avec Dagoberto Rodríguez.
- 2020 Semillas (court-métrage) - en collaboration avec Dagoberto Rodríguez.
- 2020 Geometría Popular (court-métrage) - en collaboration avec Dagoberto Rodríguez.
- 2019 Retráctil (court-métrage) - en collaboration avec Los Carpinteros.
- 2016 El Acompañante.
- 2015 Playing Lecuona (documentaire).
- 2014 Polaris (court-métrage) - en collaboration avec Los Carpinteros.
- 2013 Pellejo (court-métrage) - en collaboration avec Los Carpinteros.
- 2012 Conga Irreversible - en collaboration avec Los Carpinteros.
- 2008 : Omertá - ICAIC – Abraprod – (long-métrage de fiction)
- 2007 : Manteca, Mondongo y Bacalao con pan (Una mirada al Jazz Cubano) - (long-métrage documentaire)
- 2006 : La Edad de la peseta. ICAIC / MEDIAPRO / ALTER (long-métrage documentaire)
- 2006 : Car Havana (documentaire)
- 2005 : Frank Emilio, Amor y Piano. BIS Music (moyen-métrage documentaire)
- 2005 : Esther Borja: Rapsodia de Cuba. (long-métrage documentaire)
- 2004 : Tres Veces Dos (3x2) – Flash. Primera Historia de las tres que componen el Film (fiction)
- 2004 : Silk Screen. ICAIC – Guagua & Co. Films (documentaire)
- 2003 : La casa por la ventana. Centro Cultural de España en Cuba (documentaire)
- 2002 : Todo por ella. Guagua & Co. Films. (court-métrage de fiction)

## Prix obtenus
La edad de la peseta (L’âge bête)
- Élu « meilleur film cubain de l’année » par la Critique Cinématographique Nationale
- Goyas 2008 : Nommé dans la catégorie « meilleur film ibéroaméricain »
- Toronto 2006 : Section Découverte
- La Havane 2006 : Premios Coral de Fotografía y Dirección de Arte. Prix de la presse étrangère Glauber Rocha. Prix UNEAC. Prix de la Fondation de cinéma latino-américain.
- San Francisco, USA 2007 : Prix du public Chris Holter
- Santa Barbara, USA, 2007 : Mejor Película Hispanoamericana
- Cartagena 2007 : Meilleur Film
- Cine Ceará, Brésil 2007 : Meilleur réalisateur. Meilleur musique originale. Meilleure direction artistique
- Cinesul, Rio de Janeiro 2007 : Meilleur Film
- Lima 2007 : 2e prix du public
- Saint-Domingue 2007 : Meilleure actrice (Mercedes Sampietro). Prix spécial du jury
- Mérida 2007 : Meilleur scénario. Meilleur acteur (Iván Carreira)
- Zéro latitude, Équateur, 2007 : Prix du public
- Mar del Plata 2007 – Washington 2007 – Munich 2007 : Sélection officielle
- Prix Caracol de l’Union Nationale des écrivains et artistes cubains (UNEAC) : Meilleur film / réalisateur / photographie / édition / musique originale / costume / maquillage / coiffure

Omertá
- XXVIIe Festival International du nouveau cinéma Latino-américain de La Havane, 2005 : Prix Coral de la Meilleure histoire originale.

Tres veces dos (3x2)
- Sélectionné par la critique comme l’un des 10 films les plus significatifs du cinéma cubain en 2004
- Montréal 2004 : Zenith d’Argent du meilleur premier opéra.
- Cercle or précolombien : Nommé dans la catégorie du « Meilleur film ».
- III Démonstration des nouveaux réalisateurs : Meilleure œuvre de fiction / Prix de l’association des critiques cinématographique / Prix EICTV
- ICARO 2004, Guatemala : Meilleur film étranger.
- Prix Caracol (UNEAC) : Meilleure direction artistique / Musique / Edition / Photographie
- XXVIe Festival International du nouveau cinéma latino-américain : Prix de Federación Nac. de Cineclubs, Premio UPEC